# Truyền thông về Cộng hòa Dân chủ Nhân dân Triều Tiên
Truyền thông về Cộng hòa Dân chủ Nhân dân Triều Tiên bị cản trở do tình trạng thiếu các thông tin đáng tin cậy về quốc gia này. Có một vài lý do cho sự thiếu thông tin này; việc tiếp cận Triều Tiên bằng các phương tiện truyền thông bên ngoài bị chính phủ Bắc Triều Tiên hạn chế nghiêm ngặt, nội bộ quốc gia này cũng ít có phóng viên toàn thời gian. Trong trường hợp không có phóng sự tại chỗ, một nguồn thông tin quan trọng về Triều Tiên là lời khai của những người chạy trốn khỏi đất nước này, nhưng những người này lại không chắc là đáng tin vì nhiều lý do. Nhìn chung, nhiều thông tin về Triều Tiên được nhìn qua lăng kính Hàn Quốc, một quốc gia có lịch sử xung đột lâu dài với Triều Tiên, nên thông tin nhận được sau cùng bị sai lệch đáng kể. Những hiểu lầm về văn hóa Triều Tiên cũng có thể dẫn tới những báo cáo không chính xác. Trong trường hợp không có bằng chứng vững chắc, một số phương tiện truyền thông thường chuyển sang đưa tin giật gân, dựa trên những tin đồn không xác thực; thậm chí có những phương tiện truyền thông đưa tin dựa trên trò lừa bịp hoặc châm biếm.

## Thiên vị chính trị
Do tính chất khép kín của mình, cuộc sống tại Triều Tiên là bí ẩn với đa số người nước ngoài. 80% tin tức về nước này là từ báo chí phương Tây, hay các nước mà Triều Tiên gọi là thù địch - do đó nhiều thông tin là bịa đặt. Bản thân Triều Tiên cũng ít đưa hình ảnh của mình ra ngoài, nên dễ dẫn đến bị nhìn nhận sai lệch.
Đời sống tại đây và đặc biệt là các thông tin về nhà lãnh đạo Triều Tiên là chủ đề của nhiều tin đồn được lan truyền trên báo chí phương Tây, chủ yếu là tin tiêu cực (nhất là khi tờ báo đăng tin là của Hàn Quốc). Báo chí trên thế giới đua nhau dựng chuyện "Kim Jong-un bị ám sát", hay việc HLV đội tuyển bóng đá Triều Tiên "đào tẩu tại World Cup 2010"... Những câu chuyện này sau đó được chứng minh là hoang đường, nhưng trước đó chúng đã được báo chí phương Tây đăng tải, sau đó được lan tỏa nhanh chóng khắp thế giới (tờ báo này dịch lại, trích dẫn từ tờ báo kia mà chẳng hề biết kiểm chứng thông tin). Vì mục đích tuyên truyền hoặc câu khách, dường như báo chí nước ngoài đã quên mất những chuẩn mực tối thiểu của nghề làm báo khi đưa tin về Triều Tiên, tất cả chỉ biết vẽ ra những ấn tượng u ám cho người đọc về đất nước Triều Tiên.

Trụ sở báo Chosun Ilbo tại Seoul, Hàn Quốc năm 2012, nơi chuyên phát đi những tin tức kiểu "nguồn giấu tên" về Triều Tiên

Ví dụ, ngày 29-8-2013, tờ báo Chosun Ilbo của Hàn Quốc dẫn "nguồn giấu tên từ Trung Quốc" rằng vào ngày 20 tháng 8 năm 2013, một đội hành quyết Triều Tiên xử tử "người tình cũ của Kim Jong-un" là ca sĩ Hyon Song-wol cùng 11 nghệ sĩ khác với lý do phạm luật cấm hành động khiêu dâm. Hoặc Nhật báo The Strait Times ở Singapore lấy tin tức từ Văn Hối Báo, tờ báo Hồng Kông số ra ngày 12 tháng 12 năm 2013, đưa tin rằng Jang Sung-taek bị Kim Jong Un hành quyết bằng cách cho chó xé thịt.
Trong khi các câu chuyện kiểu như trên được loan truyền rộng rãi, không có phương tiện truyền thông lớn nào, bao gồm cả báo chí từ Hàn Quốc và Trung Quốc, hoặc các nguồn tin độc lập xác nhận những thông tin này. Sau đó, ngày 16 tháng 5 năm 2014, ca sĩ Hyon Song-wol xuất hiện trên truyền hình Triều Tiên khi cô tham gia các hội nghị quốc gia của các nghệ sĩ, chứng tỏ thông tin về vụ xử tử do báo Chosun Ilbo tung ra chỉ là bịa đặt. (đến năm 2018, chính Hyon Song-wol đã sang Hàn Quốc biểu diễn trong thế vận hội mùa đông). Sau này, người ta cũng khám phá ra rằng từ một bài viết châm biếm đăng trên một blog cá nhân ở Trung Quốc, báo Văn Hối đã "chế" thành một tin giật gân rằng chú dượng của nhà lãnh đạo Kim Jong-un đã bị hành quyết bằng một đàn chó đói. Báo chí bên ngoài Triều Tiên đa phần cũng chẳng biết gì về đất nước khá biệt lập này, khi đưa tin về Triều Tiên họ thường dựa vào một "nguồn tin giấu tên" vốn chẳng rõ là ai. Một số tờ báo Hàn Quốc như Daily NK và Rimjin-Gang thì tìm cách moi tin từ các nguồn giấu tên và khó có thể kiểm chứng độ xác thực; sau đó họ sẽ xào nấu ra nhiều câu chuyện dù phi lý vì rốt cục chẳng ai có thể kiểm chứng, xác minh câu chuyện mà họ đã đăng. Trong môi trường này, bất cứ điều gì phi lý nào cũng có thể được dựng thành chuyện: từ những câu chuyện giật gân về việc Kim Jong-un "hành quyết bạn gái cũ bằng súng cối" đến phẫu thuật thẩm mỹ để trông giống ông nội Kim Il-sung.
Một số du khách phương Tây sau khi tham quan Triều Tiên cho biết họ rất bất ngờ vì Triều Tiên mà họ thấy rất khác so với những cảnh quan cằn cỗi, người dân đói khổ, và quân đội kiểm soát được mô tả trên các phương tiện truyền thông phương Tây. Tại Hàn Quốc, luật an ninh chống Triều Tiên quy định: những ai tỏ thái độ ủng hộ hoặc ca ngợi Triều Tiên có thể bị phạt tới 7 năm tù giam, đo đó bất cứ thông tin nào về thành tựu hoặc mặt tốt của Triều Tiên đều không được biết tới ở đây, tất cả những tin về Triều Tiên chỉ là nạn đói, ám sát, tử hình tập thể, tham nhũng... Isaac Stone Fish từng châm biếm rằng: "Nếu bạn là một nhà báo Mỹ, bạn có thể viết gần như bất cứ điều gì bạn muốn về Triều Tiên, và mọi người sẽ công nhận đó là sự thật".:107
Năm 2014, một bản tin của Đài Á Châu Tự do loan báo Triều Tiên đang sử dụng một đạo luật bất thành văn, ép buộc sinh viên phải cắt tóc giống nhà lãnh đạo Kim Jong-un. Tuy nhiên, hãng tin uy tín AP khẳng định đây chỉ là "tin đồn giàu tính tưởng tượng". Hãng tin này phỏng vấn hàng loạt du khách từng đặt chân đến Bình Nhưỡng, họ nói không hề có dấu hiệu 'kiểu tóc Kim Jong-un' bị bắt buộc ở đây. Hướng dẫn viên du lịch Simon Cockerell của Koryo Tours, chuyên đưa khách tham quan Triều Tiên nói "chắc chắn không có đạo luật nào như thế, đây là sự bịa đặt" khi trả lời phỏng vấn của AP. AP bình luận rằng câu chuyện kiểu tóc ở Triều Tiên "cũng giống như hàng loạt những chuyện kỳ quái về Triều Tiên được truyền thông phương Tây đồn thổi".
Kể từ khi ông Kim Jong-un lên nắm quyền năm 2013, báo chí Hàn Quốc và thế giới tung ra nhiều tin về các vụ thanh trừng, xử tử và mất tích tại Triều Tiên, về sau được chứng minh là bịa đặt, ví dụ như:
- Năm 2015, báo chí Hàn Quốc đưa tin CHDCND Triều Tiên đã xử tử Bộ trưởng Quốc phòng Hyon Yong-Chol gây chấn động dư luận.[13] Tờ Yonhap (Hàn Quốc) đưa tin rằng cuộc xử tử này đã dùng cả pháo phòng không, trước mặt của hàng trăm người đại diện chính quyền[14]. Tuy nhiên, ngay ngày hôm sau, cơ quan tình báo Hàn Quốc đã sửa đổi lại thông điệp trên báo chí nước này, rằng ông Hyon đã bị thanh lọc nhưng có lẽ không bị xử tử[15][16] Triều Tiên đã lên án truyền thông Hàn Quốc lăng mạ lãnh đạo cấp cao nhất nước này với tin đồn bộ trưởng quốc phòng bị xử tử[17].
- Tháng 3/2015, báo chí Hàn Quốc và phương Tây loan tin rằng Han Kwang-sang, giám đốc tài chính của Đảng Lao động Triều Tiên đã bị xử tử[18], nhưng đến tháng 10/2015 ông Han Kwang-sang đã xuất hiện trên truyền thông khi thăm một trại thủy sản, cho thấy tin tức về vụ xử tử là bịa đặt[19]
- Tháng 2/2016, báo chí Hàn Quốc và phương Tây loan tin rằng Ri Yong-gil, Tổng tham mưu trưởng quân đội Triều Tiên đã bị xử tử vì vì cáo buộc "tham nhũng và kết bè cánh chính trị". Nhưng đến tháng 5/2016, ông Ri Yong-gil lại có tên trong danh sách các thành viên mới được bầu của Ủy ban Trung ương Đảng Lao động Triều Tiên, uỷ viên dự khuyết Bộ Chính trị và uỷ viên Quân uỷ trung ương, cho thấy tin tức về vụ xử tử ông này cũng là bịa đặt[20]
- Từ năm 2013 trở đi, có nhiều thông tin từ phương Tây cho rằng cô của Kim Jong-un, bà Kim Kyong-hui, đã chết vì đột quỵ hoặc bị đầu độc bởi Kim Jong-un[21]. Vào tháng 1 năm 2020, bà đã xuất hiện trên các phương tiện truyền thông Bắc Triều Tiên, tham dự một buổi hòa nhạc mừng năm mới với Kim Jong-un.[22]
- Vào tháng 5 năm 2020, truyền thông Hàn Quốc đưa tin rằng chủ tịch Triều Tiên Kim Nhật Thành từng tuyên bố ông ta có thể dịch chuyển tức thời. Thực ra tin này đã cố ý xuyên tạc một bình luận của Kim vào năm 1945, trong đó, ông bình luận về đội du kích chống Nhật của mình đã "thoắt ẩn thoắt hiện" để tránh sự truy bắt của địch, chứ không hề nói về "dịch chuyển tức thời"[23]

### Vấn đề thông tin
Hiện tại, chỉ có năm cơ quan truyền thông, bao gồm TASS của Nga; Nhân Dân nhật báo, Đài truyền hình trung ương Trung Quốc, Tân Hoa Xã của Trung Quốc; Prensa Latina của Cuba là có phóng viên làm việc thường trực tại Triều Tiên. Các cơ quan truyền thông phương Tây thì gần như chỉ có một số ít cơ quan bán thời gian như hãng AP với phóng viên bán thời gian làm việc, do vậy các nguồn tin từ phương Tây thường chỉ khai thác lời kể của những người Triều Tiên trốn ra nước ngoài.
Đại sứ Việt Nam tại Triều Tiên, ông Lê Quảng Ba nói về đời sống xã hội bên trong một đất nước Triều Tiên bị cấm vận, khép kín: 
"Đúng là nếu chỉ đọc báo chí bên ngoài thì tưởng như Triều Tiên rất đói khổ, kiệt quệ. Song nhiều đoàn của Việt Nam và các nước khác sau khi thăm Triều Tiên về đều kinh ngạc: Không ngờ Triều Tiên lại phát triển đến như vậy... Về công nghệ cao, Triều Tiên có nhiều thành tựu mà ta phải ngưỡng mộ. Tiềm lực của người Triều Tiên chính là sức mạnh tinh thần và văn hóa, từ đó dẫn đến tiềm lực quốc phòng của họ... Tôi nghĩ ở đây có vấn đề về thông tin. Chẳng hạn như có 100 thông tin, hình ảnh đăng tải trên thế giới về Triều Tiên thì có đến 80% là từ báo chí phương Tây, hay các nước mà Triều Tiên gọi là thù địch, tức chỉ nói xấu, hay không có thì dựng ra là có. Bản thân Triều Tiên cũng ít đưa hình ảnh của mình ra ngoài, nên dễ dẫn đến bị nhìn nhận sai lệch. Riêng tôi thấy rằng cần bình tĩnh xem xét và đặt lại câu hỏi: "Bao giờ ta có thể làm được như họ?" Trước khi đến, nhiều người cứ nghĩ Triều Tiên là quốc gia vô cùng khốn khổ, người dân thì hiếu chiến, nhưng đó là bởi họ chưa trực tiếp tham quan Triều Tiên. "Trăm nghe không bằng một thấy", nếu tiếp nhận thông tin qua nguồn gián tiếp, sự sai lệch sẽ rất nhiều.